# Dulus dominicus
L'uccello delle palme (Dulus dominicus (Linnaeus, 1766)) è una specie di uccello passeriforme, l'unica ascritta al genere Dulus e alla famiglia Dulidae.
Rappresenta l'uccello simbolo nazionale della Repubblica Dominicana.

## Etimologia
Il nome scientifico del genere, Dulus, è una latinizzazione della parola greca δουλος (doulos, "schiavo"), a partire dal suo nome haitiano esclave, legato alla sua natura confidente e secondo il folklore locale sottomessa nei confronti del locale tiranno grigio: il nome della specie è invece un riferimento al suo areale.

## Descrizione

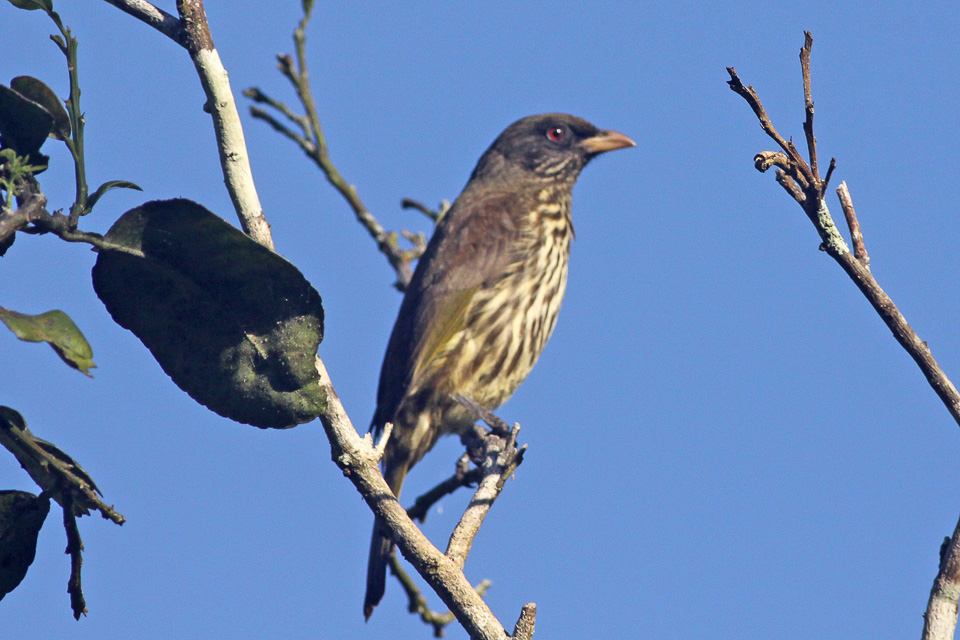
Esemplare al parco nazionale Los Haitises.

### Dimensioni
Misura 18–20 cm di lunghezza, per 41-52 g di peso.

### Aspetto
Si tratta di uccelli dalla colorazione scura e molto sobria, muniti di testa arrotondata, becco conico dalla punta fortemente ricurva verso il basso, ali appuntite e coda dalla punta lievissimamente forcuta.
Il piumaggio è dominato dai toni del bruno, più scuro e tendente al nerastro sulla testa e sulla coda, più caldo e tendente al castano su dorso e ali (che presentano remiganti nerastre con sfumature giallo-olivastre), mentre il codione è di color verde oliva. La gola, il petto ed il ventre sono di colore beige con le singole penne munite di barra longitudinale più scura, a dare un effetto screziato: sul ventre sussistono decise sfumature giallo-verdastre.

I sessi sono simili.
Il becco è di colore rosa-arancio con bordi tendenti al giallino, mentre le zampe sono di colore nerastro e gli occhi sono di colore bruno-rossiccio.

## Biologia

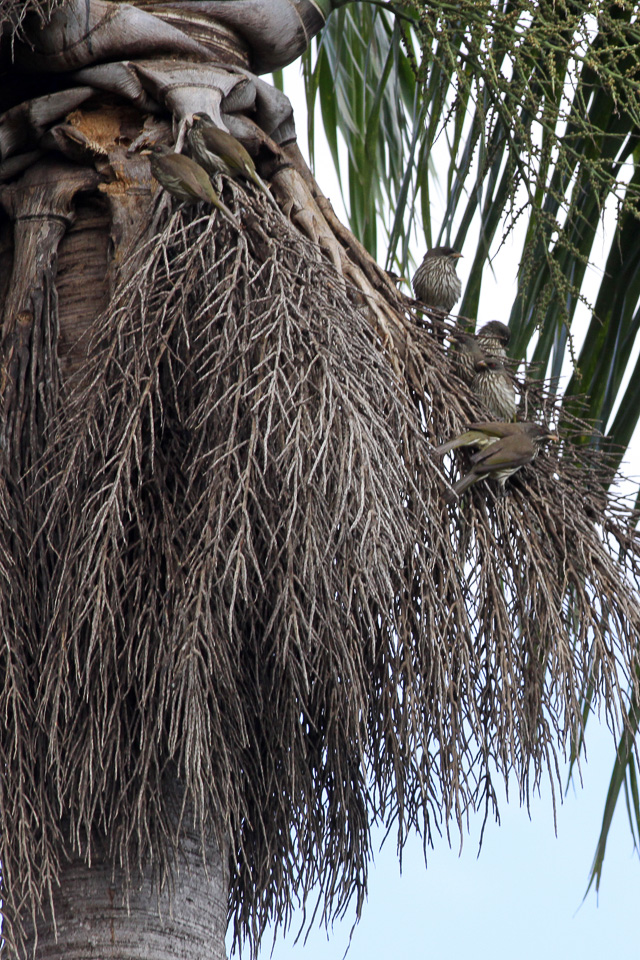
Gruppo su una palma.

Si tratta di uccelletti molto vispi e vivaci, dalle abitudini di vita diurne e gregarie, che si riuniscono in stormi comprendenti numerose coppie, le quali si spostano assieme alla ricerca di cibo e al tramonto si rifugiano fra gli alberi o le palme per sfuggire ai predatori, spesso rimanendo a stretto contatto fra loro in maniera curiosamente simile alle rondini boscherecce.
L'uccello delle palme è una specie molto vocale, coi vari membri dello stesso gruppo che si tengono in costante contatto fra loro mediante richiami che vanno dai corti cinguettii a tonalità più aspre che ricordano i versi dello storno.

### Alimentazione
La dieta di questi uccelli è essenzialmente frugivora, componendosi perlopiù di frutti di palme e di gumbo-limbo, oltre a comprendere fiori (soprattutto quelli delle orchidee epifite) ed apparentemente anche foglie, nonché, sebbene sporadicamente, insetti ed altri piccoli artropodi.

### Riproduzione
Il periodo degli amori va da febbraio ad agosto, con picchi delle schiuse fra marzo e giugno: si tratta di uccelli monogami, con le varie coppie che nidificano in un grande nido comune che spesso viene rimaneggiato ed utilizzato per più stagioni.
Il nido viene costruito su una grossa palma (o meno frequentemente una conifera), generalmente una grande palma reale, da tutti i membri di uno stormo utilizzando fibre vegetali e rametti lunghi e sottili (da 30 a 90 cm di lunghezza, per 3 cm di diametro, con l'uccello che spesso deve fermarsi più volte a riprendere fiato mentre li trasporta verso il nido), che vengono intrecciati grossolanamente per fare l'impalcatura e poi via via più finemente fino ad ottenere una struttura massiva del diametro di circa 90 cm che generalmente viene compartimentalizzata a contenere da uno a 50 (generalmente 4-5) camere di cova di circa 10–13 cm di diametro, rivestite di corteccia e fibre vegetali e collegate all'esterno mediante una galleria: mentre i nidi sulle palme sono spesso molto grandi (talvolta provocando la caduta delle foglie alle quali sono ancorati), quelli sulle conifere sono sempre di dimensioni contenute e non supportano mai più di una o due camere di cova.
Nel proprio nido, la femmina depone 3-5 uova grigiastre con fitta punteggiatura bruno-purpurea: poco si conosce circa le tempistiche della cova e dell'allevamento della prole, ma è noto che i giovani rimangono coi genitori ancora per un paio di settimane dopo aver lasciato il nido, prima di allontanarsene in maniera definitiva.

## Distribuzione e habitat

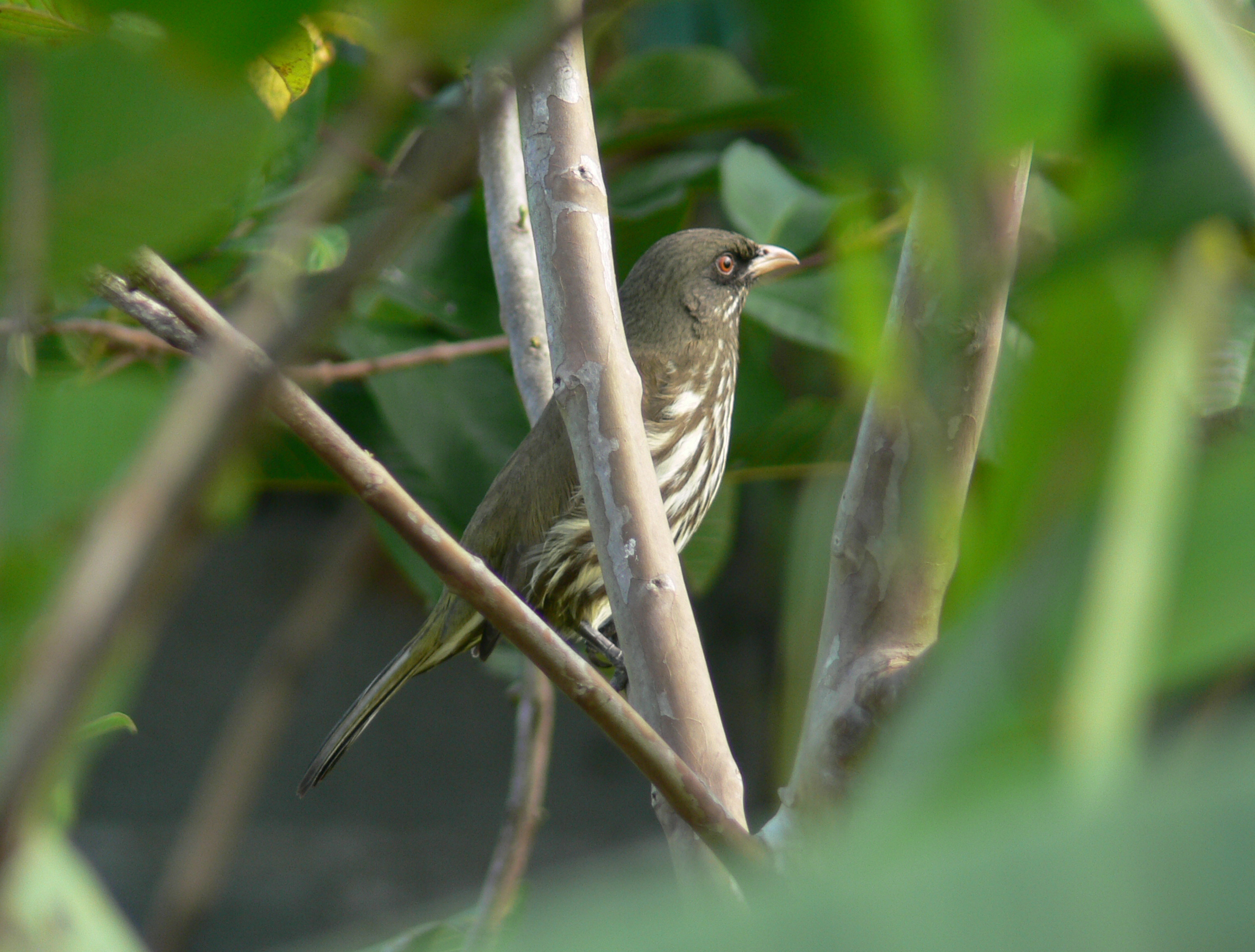
Esemplare in natura.

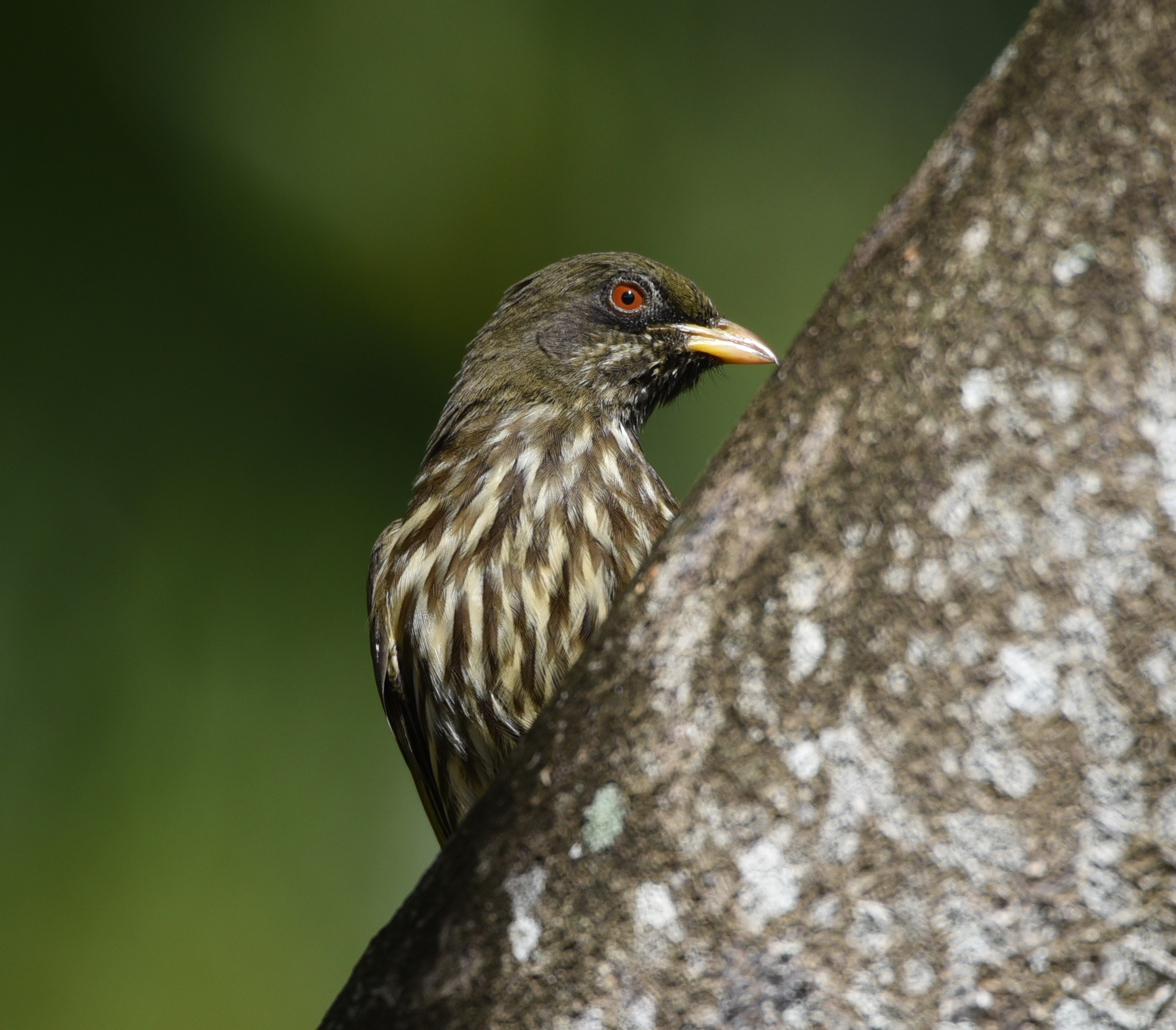
Esemplare a La Romana.

L'uccello delle palme è endemico dell'isola caraibica di Hispaniola, nelle Grandi Antille: la specie è diffusa su tutta l'isola, oltre che sulle vicine Gonâve (politicamente parte di Haiti) e Saona (politicamente parte della Repubblica Dominicana).

Sebbene il dato sia da verificare, un esemplare solitario in dispersione sarebbe stato osservato in Giamaica orientale.
Questi uccelli sono abitatori della savana aperta a copertura erbosa con presenza di alberi e cespugli isolati (soprattutto palme reali, come intuibile dal loro nome comune) fino a 1500 m di quota: essi sono molto confidenti, e non di rado si spingono in aree antropizzate con presenza di aree alberate, come giardini e parchi.

## Tassonomia
Sebbene alcuni autori identifichino le popolazioni della Gonâve come una sottospecie a sé stante, col nome di D. d. oviedo, la specie è considerata monotipica.